# 吉隆坡维多利亚书院
吉隆坡维多利亚书院是马来西亚的一所男子中学（中六学级开放给女性入学），也是吉隆坡最悠久的英文学校之一。该校也是一所纪念学校之所以這樣稱呼因为它的部分资金來自大众的募款，旨在竖立一座永久紀念碑来纪念维多利亚女王登基50年的金禧庆典。雪兰莪苏丹与雪州政府、吉隆坡显赫人士和大众给予财政援助进一步支持学校的建立。
2009年2月，由时任国民团结、文化、艺术与遗产部长沙菲益阿达宣布从吉隆坡维多利亚国中（SMK Victoria）恢复为吉隆坡维多利亚书院（Victoria Institution），也获评为国家文物遗产。

## 战后时期
该校是大日本帝国陆军之第29军投降的据点于1945年9月13日。

## 背景
维多利亚书院起初建于吉隆坡谐街 （High Street），即现在的敦李孝式路并于1894年7月30日正式开放。该校由英国派驻的总参政司、陆佑、吉隆坡华人甲必丹叶观盛和商人皮萊共同创办了英语学校因当时的需求。
该建筑由著名的建筑公司《Swan and Maclaren》设计。1925 年，政府为了扩大维多利亚书的校园而迁移到新地点，即在八打灵山（Bukit Petaling）。 1927年9月21日，雪兰莪苏丹阿拉丁苏莱曼沙殿下为维多利亚书院新校园立下基石。学校建筑以“E”形作为总体规划，采用装饰艺术风格的建筑风格设计，主要景点是主宰景观的钟楼。1929年3月2日，学生们于1929年3月26日从谐街（High Street）搬到了八打灵山。位于八打灵山的维多利亚书院由海峡殖民地总督兼英国驻马来亚高级专员休·克利福德爵士揭幕就从而成为马来亚的第一所中学。